# Jean Malaquais
 (avril 2021).
Wladimir Jan Pawel Malacki, dit Jean Malaquais, né le 11 avril 1908 à Varsovie et mort le 22 décembre 1998 à Genève, est un romancier et essayiste d'origine polonaise et d'expression française.

## Biographie
De son nom complet Malacki Wladimir Jan Pawel Israël Pinkus, Jean Malaquais est d'origine juive. Il a un petit frère, Salomon Monniek. Il naît en 1908 dans une famille en rupture avec les traditions.
Au XIXe, le mouvement des lumières "Haskala" se manifeste de manière très convoitée en Europe de l'est, dans les contrées les plus reculées de la Russie. Il donne lieu à de nombreuses révoltes et le père de Malaquais frappé par le Haskala décide de s'émanciper de ses parents en devenant professeur de latin, de grec, et grand littéraire.
En 1925, a 17 ans, après l'obtention du baccalauréat, et après avoir vendu sa collection de timbres, il quitte la Pologne légalement avec un passeport et un visa et part à la découverte du monde, traverse l'Europe, se rend en Afrique et exerce pour survivre des dizaines de métiers puis arrive en France.

« j’ai bourlingué en Roumanie, en Turquie, en Égypte, et par là-bas, et je suis arrivé en France parce que la France était, dans mon imagination de jeune homme, de ces pays-là, LE pays où il faut vivre, LE pays où il faut étudier. C’était la Révolution française, la Commune, le pays d’accueil, ainsi de suite, ainsi de suite. »

En France, il se lie avec Marc Chirik, oppositionnel au stalinisme, et devient un compagnon de route de groupes internationalistes. À la fin des années 1920, il se fait embaucher dans la mine de plomb et d'argent de La Londe-les-Maures - expérience qui lui fournira la matière de son premier roman Les Javanais. Il épouse à une date inconnue Alina Ajzenberg, jeune femme qu'il a rencontrée en Pologne et venant d'un milieu aisé. De cette union naîtra un fils, Jean, en mars 1932.
En 1935, il fait la rencontre et se lie d'une amitié tumultueuse avec André Gide, considéré comme un contemporain, avec lequel il entretient une correspondance jusqu'en 1950. Gide l'encourage à écrire, le recommande auprès de directeurs de revues. Malacki fait paraître quelques nouvelles, puis en 1937, il se lance dans la rédaction de L'Île de Java, dédié à André Gide, qui devient Les Javanais en 1939. Ce roman, inspiré de son expérience parmi les mineurs venus des quatre coins du monde, est édité chez les Éditions Denoël sous le pseudonyme de Jean Malaquais. Il obtient le prix Renaudot en 1939  (face à Sartre pour Le Mur).
Apatride, d'origine juive et « marxien », il est pourtant mobilisé, contre son gré, au début de la Seconde Guerre mondiale. À partir des notes qu'il prend, il détaille son expérience dans Journal de guerre qui décrit la drôle de guerre et la déroute de juin 1940, et fut par la suite, édité à New York en 1943. En danger de mort, il fuit à Marseille où une coopérative ouvrière fut créée par l'artiste Sylvain Itkine. Il permet jusqu'à 200 personnes de sauver leur peau car cette coopération leur permet d'avoir de l'argent pour l’hôtel en s'occupant de faire des confiseries à partir de fruits d'amande (Malaquais rendra hommage à cette coopérative dans le futur). En 1943, il part pour le Venezuela, le Mexique, puis pour les États-Unis, où il acquiert la nationalité américaine. 
Il participe en 1942 et après la guerre  au groupe de la Gauche communiste de France (GCF) avec Marc Chirik, Clara Geoffroy, Robert Salama dit « Mousso », Serge Bricianer, Louis Évrard, Pierre Bessaignet.
En 1944, il rencontre Dominique Menil sur un bateau lorsqu'il était en train de fuir au Mexique et il décide de lui dédier son œuvre Planète sans visa.
En 1947, il publie Planète sans visa, grand roman de la France sous l'Occupation qui traduit une fresque historique de 98 personnages de tous les milieux sociaux dans lequel le lyrisme visionnaire se mêle au plus sombre du réalisme. Malgré ses convictions, Malaquais a réussi à se mettre dans la peau de personnages qui lui sont étrangers mais sans les juger. Fin 1947 ou début 1948 il rencontre Norman Mailer avec lequel il se lie d'amitié et traduit son premier roman  Les Nus et les Morts. 
Par la suite, il décide de devenir professeur de littérature aux États-Unis tout en continuant à écrire : il publie, en 1953, un dernier roman Le Gaffeur, qui met en scène un personnage aux prises avec la Cité : celle-ci, après l'avoir privé de son domicile, de sa femme, de son travail, va jusqu'à lui retirer sa propre identité.
Il écrit une pièce de théâtre, La Courte Paille, qui n'est jouée qu'une fois en privé et n'est publiée qu'à titre posthume en 2000.
En 1960, il rencontre Élizabeth Deberdt qu'il épouse trois ans plus tard. Le couple a une fille Dominique Malaquais (1963-2021) qui deviendra historienne et critique d'art, spécialiste de l'Afrique et dont Norman Mailer est le parrain. Entre 1953 et 1995 il s'éloigne du roman pour se consacrer à la philosophie. Il s'intéresse notamment à Søren Kierkegaard en proposant une thèse sur lui. À la fin de sa vie, il effectue un grand travail de réécriture de ses romans. Ainsi en 1995, il débute celle des Javanais pour une réédition en 1999. 
Il meurt à Genève en 1998 à 90 ans.

## Œuvre

### Romans
- Les Javanais, éditions Denoël, Paris, 1939 ; rééd. Phébus, 1998
- Planète sans visa, Le Pré aux Clercs, Paris, 1947; rééd. Phébus, 2009
- Le Gaffeur, Buchet-Chastel, Paris, 1953; rééd. Phébus, 2001; rééd. L'échappée, 2016

### Autres publications
- Journal de guerre, Éditions de la Maison Française, New York, 1943. Rééd. Journal de guerre suivi de Journal du métèque 1939-1942, Phébus, 1997.
- « Deux nouvelles de Jean Malaquais », in Les Œuvres nouvelles 2, Éditions de la Maison Française, New York, 1943.
- Coups de barre, recueil de nouvelles, Éditions de la Maison Française, New York, 1944. Édition en français : Paris : Le Cherche midi, 2008, 290 p.  (ISBN 978-2-7491-1162-9)
- Søren Kierkegaard : Foi et Paradoxe, 10/18, UGE, Paris, 1971.
- « Le Nommé Louis Aragon ou le patriote professionnel », « Les Égaux », supplément à Masses, février 1947, no 7. Réédition, Éditions Syllepse, collection « Les Archipels du surréalisme », décembre 1998.
- Correspondance (1935-1950) d'André Gide et Jean Malaquais, éditions Phébus, Paris, 2000  (ISBN 978-2859406103 et 9782859404635).
- Correspondance 1949-1986 de Norman Mailer et Jean Malaquais, traduction française de Hélène Ancel, Paris : Le Cherche midi, 2008, 284 p.  (ISBN 978-2-7491-1127-8)
- La Courte paille, pièce en 4 actes, éditions Art et Comédie, collection Côté Scène, 1999.

### Traductions
- Norman Mailer : Les Nus et les Morts (The Naked and the Dead), préface d'André Maurois, Albin Michel, Paris, 1950.
- Mircea Eliade : Occultisme, sorcellerie et modes culturelles (Occultism, witchcraft and cultural fashions), éditions Gallimard, Paris, 1978.